# تاريخ فرنسا المعاصر
بعد اندلاع الثورة الفرنسية التي كان الفقر من أهم أسبابها في عام 1789، وكانت هذه الفترة فترة الاضطرابات السياسية والاجتماعية في فرنسا، التي انهار من خلالها النظام الملكى وتم اعلان الجمهورية في عام 1792، أعدم الملك لويس السادس عشر وزوجته ماري أنطوانيت في 1793 حيث تصعد روبسبير إلى السلطة وكون عهد الإرهاب الذي قتل في عهده ما يقارب 6 الاف شخص.
وفي عام 1799 وصل نابليون إلى سدة الحكم واصبح القنصل الأول في الجمهورية ولكن في عام 1804 أعلن نفسه إمبراطوراً على فرنسا وانهار هذا النظام بمساعدة الحلفاء أوروبا والإمبراطورية الروسية وذلك في عام 1814 وعين الملك لويس الثامن عشر أخو لويس السادس عشر ملك الفرنسين وبقيت ملكية آل بوربون حتى ثورة يوليو 1830 ووصل لويس فيليب الأول إلى سدة الحكم وهو من أقارب الملك لويس السادس عشر وعاش النظام حتى نهوض الثورة الجديدة 1848 واعلان الجمهورية الثانية والتي لم تستمر طويلا لأن نابليون الثالث سرعان ما أعلن نفسه إمبراطورا بعد ثلاث سنوات من رئيسا للجمهورية وهو ابن أخي نابليون الأول وعاشت حتى سقوطها اثناء الحرب الفرنسية البروسية (1870- 1876).
واعلان الجمهورية الثالثة التي تعتبر أطول نظام عاش في تاريخ فرنسا المعاصرة ما يقارب 70 سنة، ولم ينهار إلا بعد سقوط فرنسا في يد النازيين عام 1940 واعلان الحكومة الموالية لهم فيها.
وسقطت بعد أربع سنوات من سقوط باريس في أيدى الحلفاء ورجوع الحكومة فرنسا الحرة من لندن إلى باريس ووضع الدستور الجديد في 1946 وإعلان الجمهورية الرابعة والتي استمرت فترة قصيرة بسبب المشاكل السياسية وتميزت هذه المرحلة بنمو الأقتصاد الفرنسى بشكل سريع وتم اعلان الجمهورية الخامسة في عام 1958 ووصول شارل ديغول إلى سدة الحكم فيها إلى 1969 وتوفي بعد عام من ذلك، خسرت فرنسا في هذه المرحلة أغلب مستعمراتها خارج الوطن.

## القرنان الثامن عشر والتاسع عشر

### المملكة الفرنسية
المملكة الفرنسية (1791–1792) كان نظاما ملكيا دستوريا وكان ملكها لويس السابع عشر ابن الملك المخلوع وكان عمره ما يقارب 6 سنوات ولكن الجمعية الوطنية التأسيسية انهت النظام الملك في 21 سبتمبر 1792 وانهي حكم آل بوربون 203 عاما في فرنسا، ولكن تم استعادة النظام الملكى بعد انهيار الإمبراطورية نابليون بعد أن تولى لويس الثامن عشر عم الملك لويس السابع عشر وأخو الملك لويس السادس عشر.

#### لويس السابع عشر
لويس السابع عشر من فرنسا ولد في قصر فرساي عام 1785 وتوفي بمرض سل العظام بعمر العشر سنوات تم سجنه في عام 1795، وعند تتويجه المزيف كملك للمملكة الفرنسية (1791 –1792) أي أنه لم يحكم أبدا بل سمى بالملك اسميا ولكن تم اعتباره ملكا بواسطة عمه الملك لويس الثامن عشر.

### الجمهورية الأولى
اعلنت الجمهورية الفرنسية الأولى بشكل رسمى في 21 سبتمبر 1792، خلال الثورة الفرنسية وفي ذلك الوقت خلع لويس السادس عشر واعدم، وانتهت الملكية وكانت الجمهورية أول جمهورية في أوروبا واستمرت ما يقارب 12 سنة حتى قيام الإمبراطورية الأولى في عام 1804 وقد أعلن القنصل الأول نابليون بونابرت (1799-1804) نفسه في عام 1804 إمبراطورا.
وقسمت الجمهورية دستورية إلى ثلاث حكومات:-
- المؤتمر الوطني.
- حكومة المديرين.
- حكومة القناصل.

#### ماكسميليان روبسبير

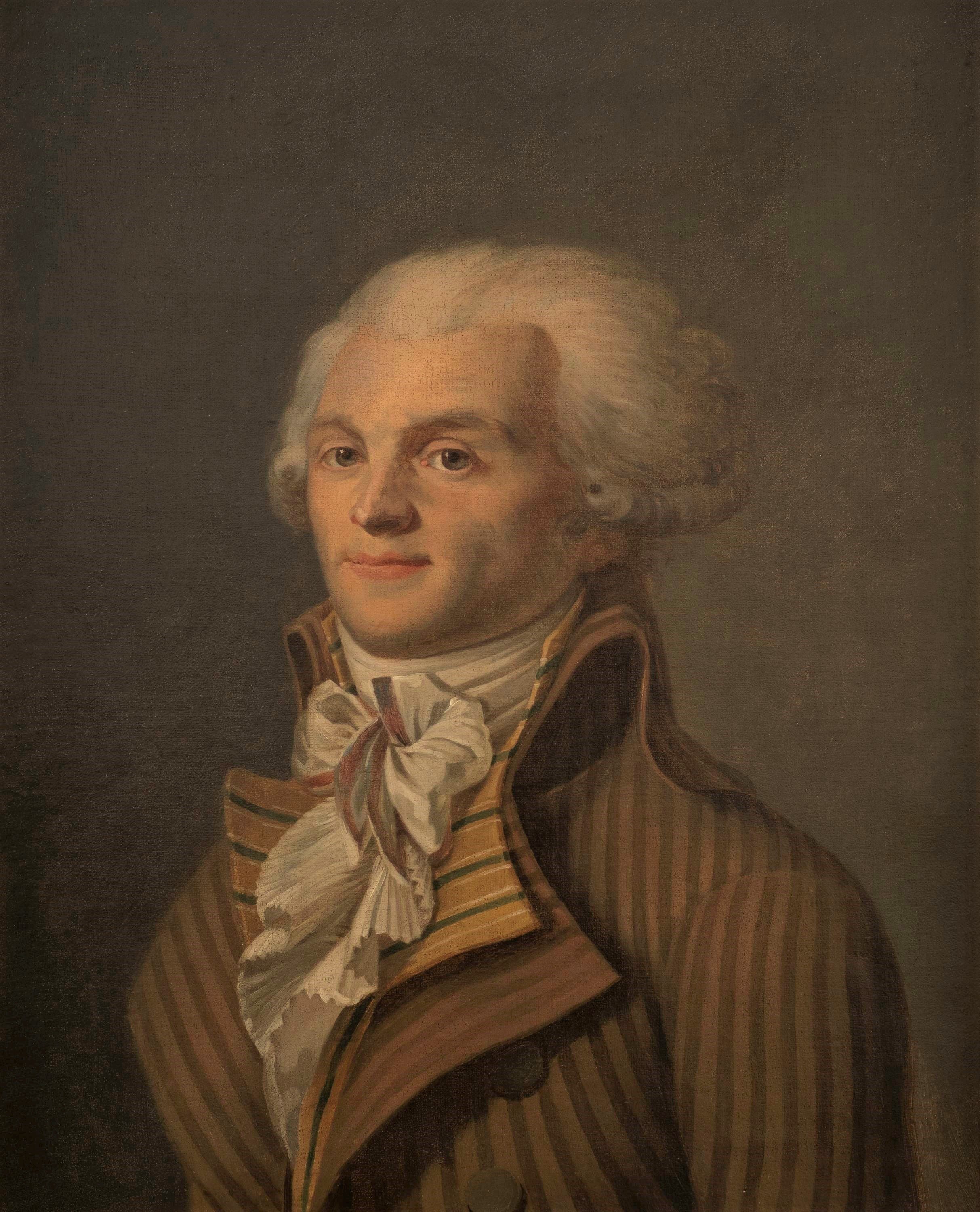
ماكسمليان روبسبير (فنان)

ماكسميليان روبسبير (1758-1794) هو محامي فرنسى وزعيم سياسى أصبح أحد أهم الشخصيات المؤثرة في الثورة الفرنسية، بعد سيطرته على الحكومة ليكون أول رئيس يحكم فرنسا ومنهيا عهد الملكية بدأ روبسبير في القضاء على كل من اعتبرهم «أعداء الثورة» بعد غصون ستة أسابيع على أعدام ما يقارب 6 الاف شخص، دبر أحد رجال الثورة مؤمراة يتم فيها قتله حيث تم اقتحام دار البلدية بعد ان جهزا قوة عسكرية، ونجحت إحدى الرصاصات في ان تصيب فكه، واخذوه إلى المقصلة التي (أعدم بها ستة الاف شخص وملكان «لويس السادس عشر» وزوجته «ماري أنطوانيت») ومع مائة من اتباعه أعدموا جميعا.

### الإمبراطورية الفرنسية الأولى
هذه الفترة التي سيطر فيها القنصل نابليون حيث إلغاء الجمهورية في عام 1804 واعلان نفسه إمبراطوراً على فرنسا وتعتبر هذه الفترة سيطرة فرنسا على أوروبا القارية وانهارت الإمبراطورية بعد نفي نابليون إلى جزيرة القديسة هيلانة بعد ذلك تم تعيين ابنه نابليون الثانى ولكنه لم يبقَ طويلا.

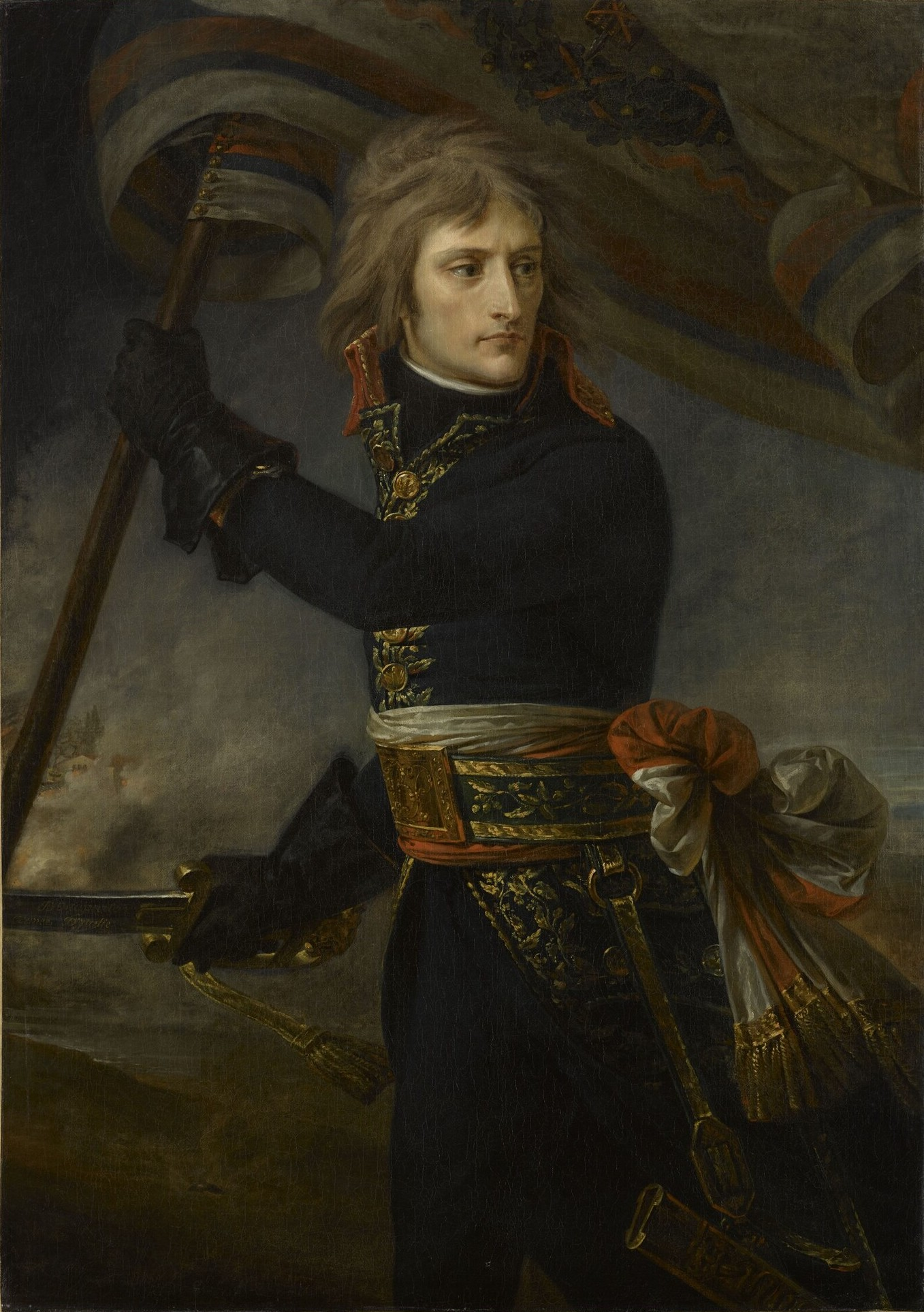
بونابرت على جسر أركول، بريشة البارون "أنطوان جون گرو" (قرابة سنة 1801)، متحف اللوفر، باريس.الحب جمييل

#### نابليون الأول

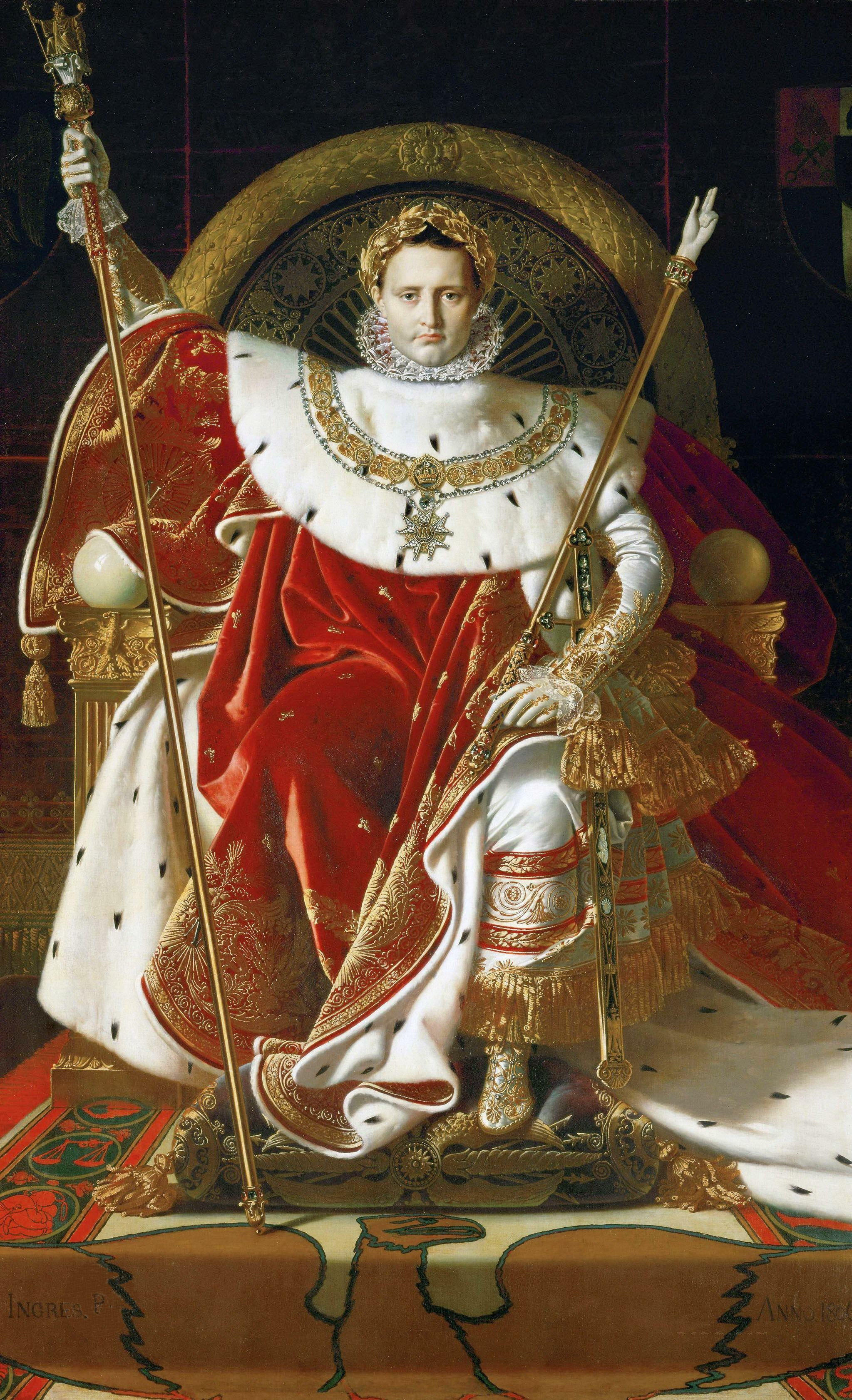
نابليون الأول على عرشه الإمبراطوري Napoléon Ier sur le trône impérial، بريشة "جان أوغست دومينيك آنگر".

كان أخر القناصل الجمهورية الأولى عندما أعلن نفسه إمبراطورا على الإمبراطورية الفرنسية الأولى عام 1804 وفي هذه الفترة تم احتلال كثير من دول أوروبا القارية، وبعد ذلك هجم على مصر وفلسطين وروسيا، بعد قصة طويلة تم نفيه نحو جزيرة القديسة هيلانة بعد ما يقارب ست سنوات في المنفي توفي في 21 مايو 1821 ودفن أولا في الجزيرة في وداى الصفصاف، إلى أن حكم لويس فيليب الأول وحصل على أذن من الحكومة البريطانية لنقل رفات نابليون من الجزيرة إلى فرنسا في سنة 1840.

### ترميم
تعتبر هذه الفترة فترة رجوع آل بوربون والملكية إلى فرنسا بعد أن تحالف الحلفاء أوروبا المملكة المتحدة والمملكة البروسية والإمبراطورية النمساوية على إمبراطورية نابليون وتم تعيين الملك لويس الثامن عشر في فيينا وحكم منذ 1814 حنى 1824 ثم أتى بعده أخوه تشارلز العاشر ولكن تم عزله في 1830 بعد اندلاع ثورة يوليو تعيين قريبه الملك لويس فيليب الأول.

### ملكية يوليو
بدأت الأحتياجات على نظام الملكى المطلقة ولأن كان الملك تشارلز العاشر رجعى اً وسيئاً في 26-29 يوليو 1830 وتم طرد الملك الرجعى وكان أخر حكام فرنسا من سلالة آل بوربون وعين قريبه لويس فيليب الأول الذي كان من بيت الأورليانز فرعا من سلالة آل بوربون.

#### لويس فيليب الأول
كان لويس فيليب من أقارب الملك لويس السادس عشر، وكان لويس فيليب في شبابه متفتحاً للافكار الجديدة، في عام 1830 اندلعت ثورة جمهورية ولكن الهيئة التشريعية فضلت أن يكون الحكم ملكيا دستوريا بقى لويس فيليب في الحكم 18 سنة إلى ثورة 1848.

### الجمهورية الثانية
تنازل لويس فيليب عن الحكم في 1848 وغادر إلى إنجلترا وتوفي في المنفي عام 1850. وكانت بين عامى 1848 حتى 1851 وتم تأسيس الجمعية التأسيسية واصبح ألفونس ماري لويس لا مارتين رئيسا للحكومة تم انتخاب لويس نابليون 10 ديسمبر 1848 واصبح أخر رؤساء الجمهورية الثانية عندما أعلن نفسه إمبراطوراً على فرنسا عام 1851.

### الإمبراطورية الثانية
أعلنها نابليون الثالث في عام 1851 وانهارت 1870.

#### نابليون الثالث
هو ابن ملك هولندا لويس بونابرت أخو نابليون الأصغر، نفي قانون فرنسى 1816 أسرة بونابرت من فرنسا حاول نابليون الثالث في محاولة انقلابين فاشلة على الملك لويس فيليب في عامين 1936 و1840 ولكن عاد على فرنسا بعد مغادرته 1846 إلى إنكلترا. وانخرط في ثورة 1848 إلى أن تم انتخابه في أواخر 1848 واصبح أخر رئيس للجمهورية إلى أن تم أعلان نفسه إمبراطورا عام 1851 وتربع على العرش حتى 1870. أثر هزيمته أمام البروسيين. وأعلان الجمهورية الثالثة.

##### علاقاته بمصر
- لجأ إليه الخديوى إسماعيل بعد نزاعه مع شركة حفر فناة السويس باعادة الأراضى التي استولت عليها الشركة للحكومة وتخفيض عدد العمال.
- جاءت مصر بدعوة من الخديوى إسماعيل بمناسبة حفل افتتاح قناة السويس في 16 نوفمبر 1869 جاءت الإمبراطورة فرنسا أوجينى وحيدة إلى مصر دون الإمبراطور وأعجبت بهذا الأحتفال العظيم.
- قام محمد سعيد باشا بسبب ميوله نحو إمبراطور نابليون جعلته يلبى دعوته حينما طلب منه أن يمده بقوة حربية مصرية لتتعاون معهم في حرب المكسيك.

##### علاقاته بالدولة البابوية

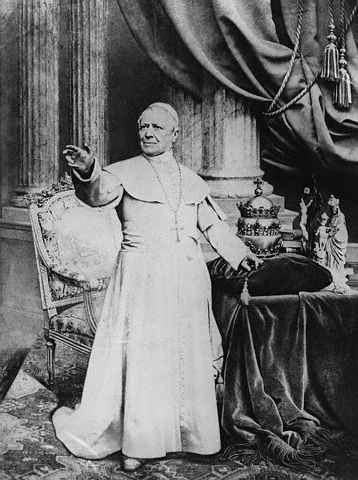
بابا بيوس التاسع

تحسنت الأوضاع بين فرنسا والكنيسة الكاثوليكية عند انتخاب البابا بيوس التاسع الذي أرسل إليه نابليون الثالث محمية فرنسية من الجيش الفرنسى التي يبلغ عددها 14000 لحماية الكرسى الرسولي وأملاكه في وسط إيطاليا من الاستيلاء عليه من قبل المملكة الإيطالية التي كان حاكمها الملك «فيكتور عمانويل الثاني» فاستغلوا الوضع لصالحهم في عام 1870. عند بداية الحرب السبعين بين فرنسا والبروسية حيث سحب نابليون الجيش من روما عاصمة الكنيسة الرومانية الكاثوليكية في ذلك الوقت لأن الدفاع عن باريس أهم من الدفاع عن روما، حيث ظهرت مظاهرات عارمة في مملكة إيطالية تطالب بضم روما إلي حظيرة المملكة حيث أرسل الملك وفدا إلي البابا بالأنضمام إلى الحظيرة فرفض البابا ذلك فأعلنت الحرب عليها في 10 سبتمبر من نفس العام وسقطت روما في 20 سبتمبر من نفس العام ودخلت روما في تاريخ جديد.

## القرن العشرين

### الجمهورية الثالثة
اعلنت الجمهورية عقب سقوط الإمبراطورية الثانية التي ألقت هزيمة علي يد الجيوش البروسية وأسر نابليون الثالث التي استولت علي أقلمين الألزاس واللورين وبذلك انتهى عصر ملوك فرنسا واستمرت حتى عام 1940 عندما سقطت باريس في قبضة النازيين وتم تنصيب الجنرال بيتان رئيسا للحكومة الموالية وتعتبر أطول فترة نظام الحكم في تاريخ فرنسا المعاصر.

#### الحرب العالمية الأولى
وفقت فرنسا بجانب أصدقائها بريطانيا وروسيا وكما إنها دخلت في لعبة مع بريطانيا في وقوع العرب في حظيرتهم كي يثوروا علي الدولة العثمانية وكما أنها دخلت في تحالف مع بريطانيا وروسيا في تقسيم أملاك الدولة العثمانية فيما يعرف باتفاقية «سايكس_بيكو» عام 1916.
في 3 أغسطس 1914 أعلنت ألمانيا الحرب علي فرنسا، بعد أن دخلت فرنسا إلى الحرب بدأت ألمانيا في تنفيذ خطتها لغزو فرنسا التي وضعت قبل تسع سنوات وتقضي خطة شليفن الألمانية إلى مهاجمة فرنسا عبر الأراضي البلجيكية بهدف السيطرة على فرنسا بشكل سريع، في 16 أغسطس اجتاحت القوات الألمانية أراضي مملكة بلجيكا المحايدة لتدخل عبرها إلى الأراضي الفرنسية حتى نهر المارن في شرق باريس حيث تحشدت قطاعات الجيش الفرنسي استعدادا للمعركة، لتبدأ معركة المارن الأولى في 6 سبتمبر على بعد 55 ميلا من باريس، بعد فشل الألمان في التقدم إلى باريس أقامت الوحدات الألمانية المتاريس والخنادق لتتحول الحرب منذ ذلك الحين إلى حرب خنادق، أعلنت بريطانيا الحرب على ألمانيا لانتهاكها حياد بلجيكا، وفي عام 1916 تميز ذلك العام بمعركتين كبيرتين نشبتا على أرض فرنسا دامت إحداهما سبعة أشهر، والأخرى أربعة أشهر، وهما معركتي فردان والسوم، تكبد الألمان خسائر في المعركة الأولى قدرت بـ 240 ألف قتيل وجريح، أما الفرنسيون فخسروا 275 ألفا.
أما معركة السوم فقد استطاع خلالها الحلفاء إجبار الألمان على التقهقر مائة ميل مربع، وقضت هذه المعركة على الجيش الألماني القديم، وأصبح الاعتماد على المجندين من صغار السن، وخسر الجيش البريطاني في هذه المعركة ستين ألف قتيل وجريح في اليوم الأول.
وفي عام 1917 دخلت أمريكا الحرب وكذلك تميز هذا بخروج روسيا من الحرب بعد سقوط نظام القياصرة وصعود الثورة البلشفية، أدى أنسحاب روسيا إلي دفع ألمانيا إلى شن هجوم مكثف على فرنسا بغية احتلالها قبل وصول الدعم الأمريكي غير أن توحد القوات البريطانية والفرنسية بقيادة الجنرال الفرنسي فوش مكن حيث انتصرت ألمانيا على فرنسا وسميت بمعركة المارن 6-9 أكتوبر 1914 مما أدى بالقوات الفرنسية بالانسحاب نحو الجنوب فلحقت بهم ألمانيا ووقعت معركة حصن فردان في فبراير 1916 المعركة التي أوقفت الزحف الألماني على فرنسا، وانتهت الحرب في عام 1918 بعد هزيمة الألمان في معركة المارن الثانية.

#### مستعمرات فرنسا
حيث احتل الفرنسيون الجزائر 1830 أثر فضيحة السفير ثم تم ألحاقها بالوطن 1840 حيث أعتبروها أرضاً لا تتجزأ عن الوطن، واحتلال تونس 1881 والمملكة المغربية 1912 والنيجر 1904 وتشاد وسوريا ولبنان 1920 والسنغال وغامبيا وغينيا وداهومي (بنين) والكاميرون وجمهورية الكونغو والجابون ودولة وسط أفريقيا ومالي وجيبوتي وساحل العاج والهند الصينية (فييتنام-لاوس-كمبوديا) ومدينتين (ريو دي جانيرو «البرازيل»- الموصل «العراق») خسرت فرنسا تدريجيا أملاكها بعد نهاية الحرب العالمية الثانية 1945 إلى 1980.

#### الحرب العالمية الثانية
بدأت هذه الحرب بعد غزو بولندا من قبل ألمانيا فأعلنت كل من فرنسا وبريطانيا الحرب على ألمانيا 3 سبتمبر 1939، في 10 مايو 1940، انتهت الحرب المزيفة بين الأطراف وذلك بقيام ألمانيا بغزو بلجيكا وهولندا ولوكسمبورج، وفي 13 مايو تم غزو ألمانيا لفرنسا، وذلك بدخول جيوشها من خلال غابات الأردين، جاء ذلك التوغل نتيجة خطأ فادح من الفرنسيين عندما تركوا هذه المنطقة بدون أي حماية، لاعتقادهم بأن طبيعة هذه المنطقة الجغرافية تجعل من المستحيل أن تتحرك بها الدروع الحربية الألمانية لمهاجمتهم، كان معظم قوات التحالف تتمركز في منطقة فلاندرز وهي منطقة ما بين فرنسا وبلجيكا، كانت فكرة الألمان إعادة تنفيذ خطة عسكرية اسمها خطة شليفن وهي ابتكار من أحد الجنرالات الألمان قديما في الحرب العالمية الأولى، إلا أن وقوع طائرة ألمانية تحمل تفاصيل تلك الخطة أجبر الألمان على اتباع خطة جديدة أعدها القائد الألماني إريش فون مانشتاين، وهكذا استطاع الألمان التوغل في منتصف فرنسا وقطع هذه المناطق، الأمر الذي رجح كفة الألمان فاستطاعوا أن ينهوا معركة فرنسا بوقت قصير لم يتوقعه الحلفاء وهو 6 أسابيع يشمل ذلك قصف باريس في 3 مايو الأمر الذي أدى إلى استسلام فرنسا في 22 يونيو.

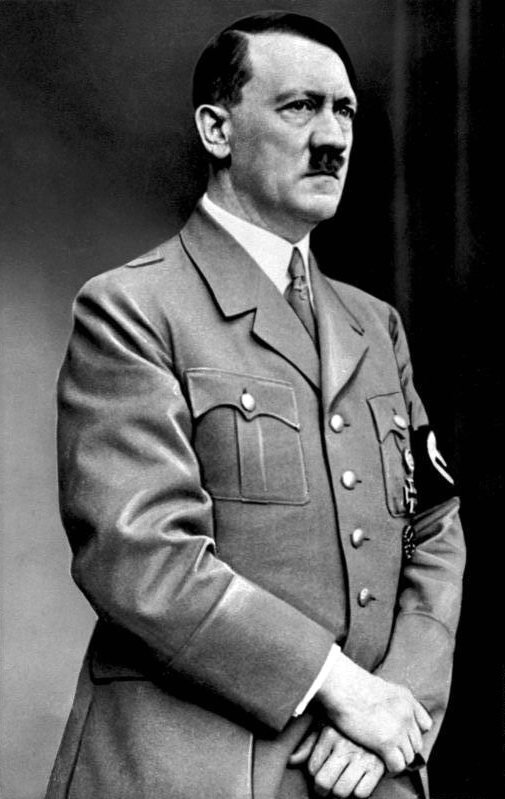
أدولف هتلر

من أجل إذلال الشعب الفرنسي أكثر: قام هتلر بإصدار وثيقة تم توقيعها في نفس المكان الذي وقع به الألمان وثيقة استسلامهم في الحرب العالمية الأولى، والتي تنص على استسلام فرنسا وتقسيمها إلى طرفين، الطرف الشمالي يحكمه الحزب النازي والطرف الجنوبي يحكمه الفرنسيون والذي كانت عاصمته فيشي. كان الكثير من الجنود الفرنسيين قد هربوا إلى بريطانيا، حينها قام الجنرال الفرنسي ديغول بتنصيب نفسه كقائد للمقاومة الفرنسية الحرة ودعاهم لاستكمال القتال، بعد هزيمة الفرنسين في معركة فرنسا 1940 سقطت الجمهورية وأعلنت الحكومة الموالية فيشي. بقيادة الجنرال بيتان

### حكومة فيشي
اعلنت هذه الحكومة عقب سقوط الجمهورية الثالثة عندما سقطت الجمهورية الثالثة في 22 يونيو 1940بيد النازيين وانتخبت تلك الحكومة من قبل الجمعية الوطنية الفرنسية بتاريخ 10 يوليو 1940، وتم انتخاب مارشال فيليب بيتان واستمرت ألمانيا في احتلال كامل أجزاء فرنسا الجنوبية في 11 نوفمبر 1942، واستمرت الحكومة 4 سنوات دون تغيير الدستور.

#### فيليب بيتان
كان عسكري ورجل دولة فرنسا فيشي. بعد هزيمة فرنسا سنة 1940 تقلد منصب رئيس دولة فيشي وكان بلغ من العمر التسعين سنة، وهذا النظام كان مواليا للدولة النازية وانهار النظام هذا أثر تحرير فرنسا وعودة الحكومة الحرة إلى فرنسا واسترجاع النظام من الدولة فيشي وتوفي عام 1951 في سجن انفرادي.

### حكومة فرنسا الحرة
بعد أن انهارت الجمهورية الثالثة غادرت الحكومة مؤقتة من البلاد واتخذت من بريطانيا مقرا لها إلي أن يتم تحرير البلاد وحينها قام الجنرال الفرنسي شارل ديغول بتنصيب نفسه كقائد للمقاومة الفرنسية الحرة لاستكمال القتال.

### الحكومة المؤقتة الثانية
الحكومة المؤقتة (1944-1946) اعتبرت أن حكومة فيشي كانت غير دستورية وأن جميع الأجراءات كانت باطلة ولاغية، أعطى شارل ديغول أول رئيس لحكومة (لمرأة حق التصويت).

### الجمهورية الرابعة
هي الحكومة الجمهورية الفرنسية. اعلنت بعد أن تم وضع الدستور 1946 وتعتبر هذه الجمهورية استئناف للجمهورية الثالثة، لكن لعدم الأستقرار الذي استمر في الجمهورية التي شهدت العديد من التغييرات في الحكومة. مع أن تعتبر مرحلة النمو الأقتصادي.

### الجمهورية الخامسة
هي الحكومة الفرنسية الحالية، نشأت الجمهورية على أملاك الجمهورية الرابعة مستبدلة الحكومة البرلمانية بنظام نصف رئاسي.

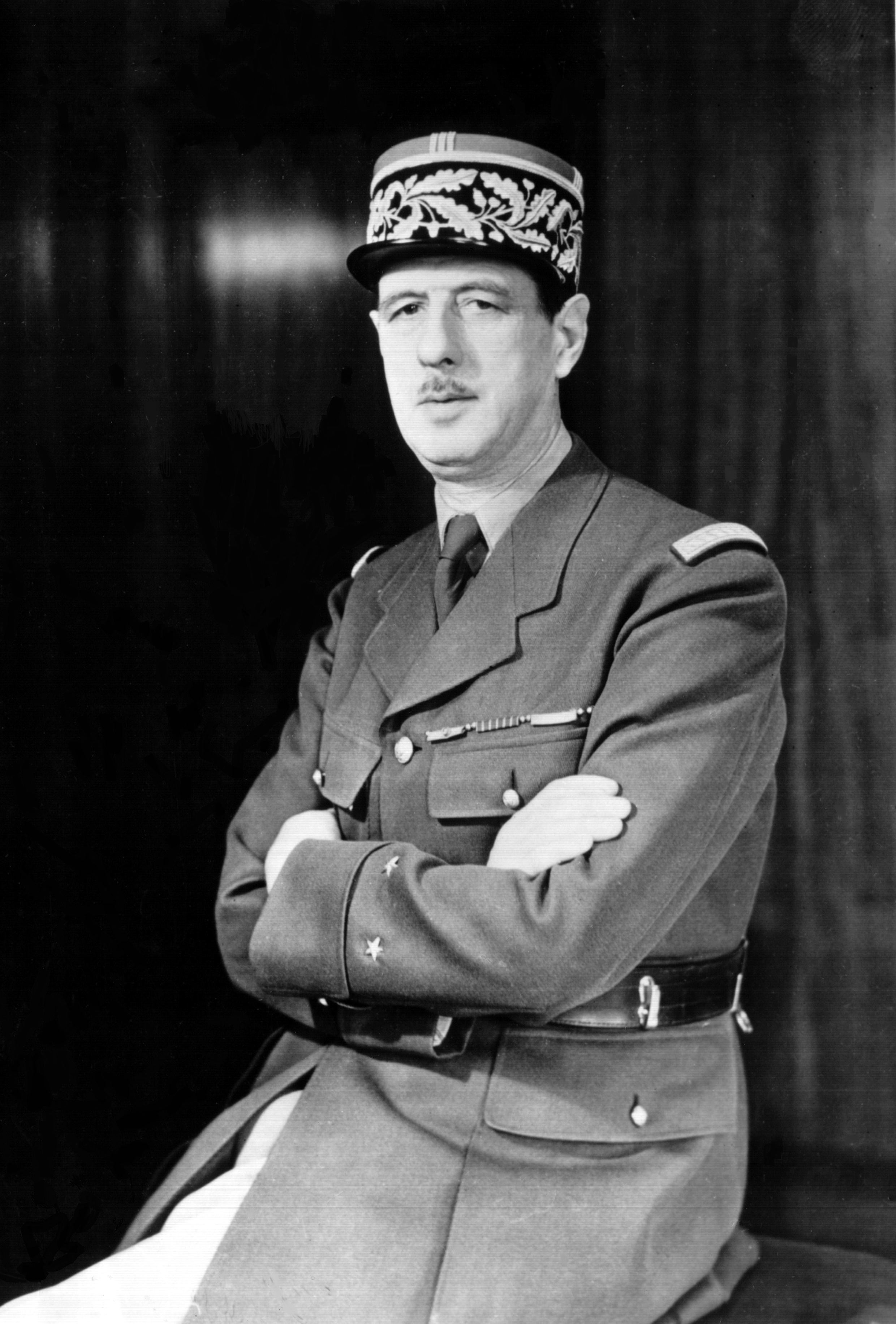
أول رؤساء الجمهورية الخامسة (1959-1969)

#### شارل ديغول
شارل ديغول هو جنرال ورجل سياسة فرنسي ترأس حكومة فرنسا الحرة في لندن أثناء الحرب العالمية الثانية. رجع إلى فرنسا بعد تحريرها ليترأس ثانية الحكومة المؤقتة 1946. لكن خرج من السلطة لفترة قصيرة إلي أن يرجع مرة أخرى لترأس الجمهورية الخامسة من 8 يناير 1959 حتى 28 أبريل 1969. توفي عام 1970.

## القرن الحادي والعشرين

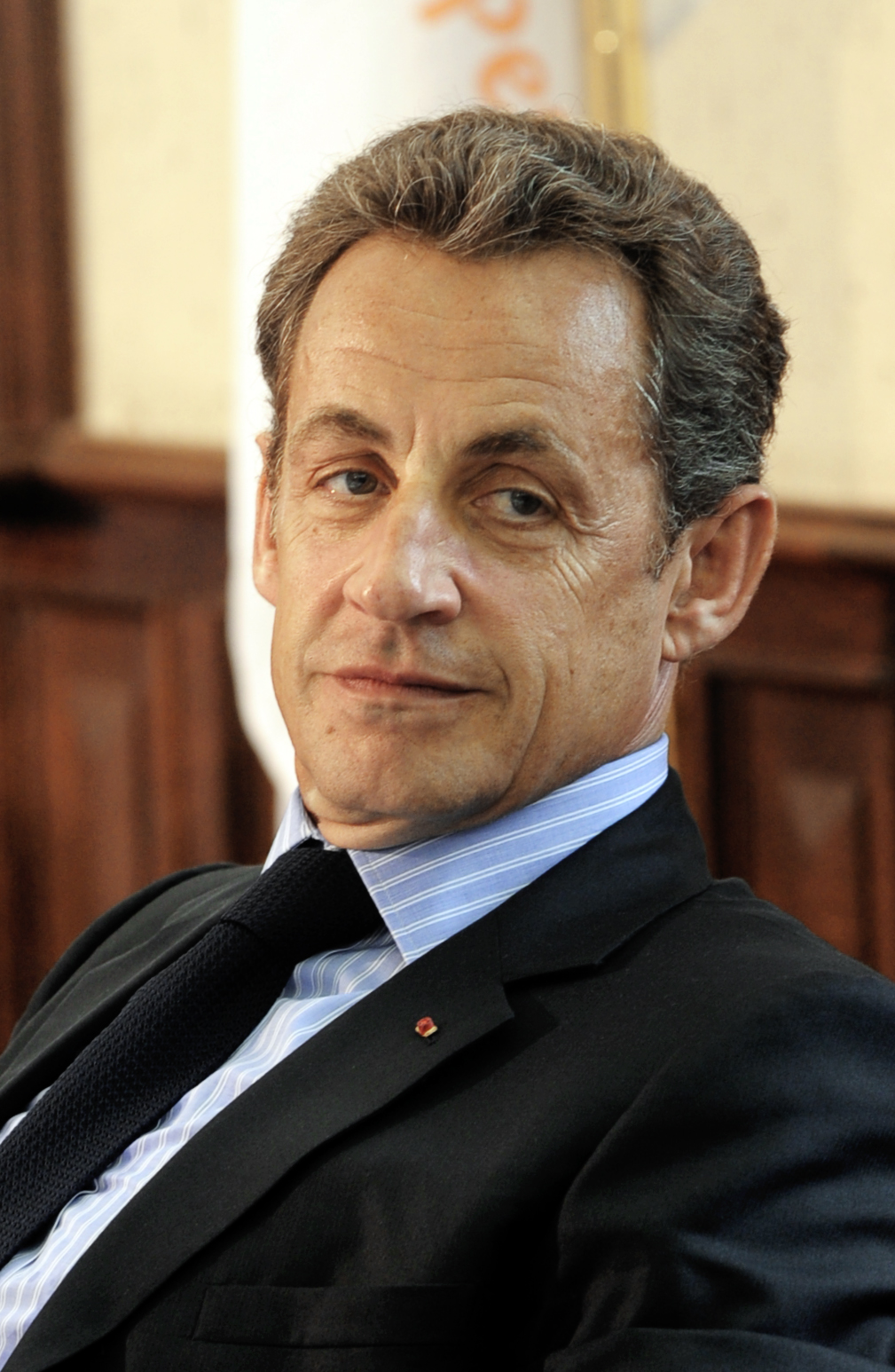
نيكولا ساركوزي رئيس فرنسا بين عامي (2007-2012)

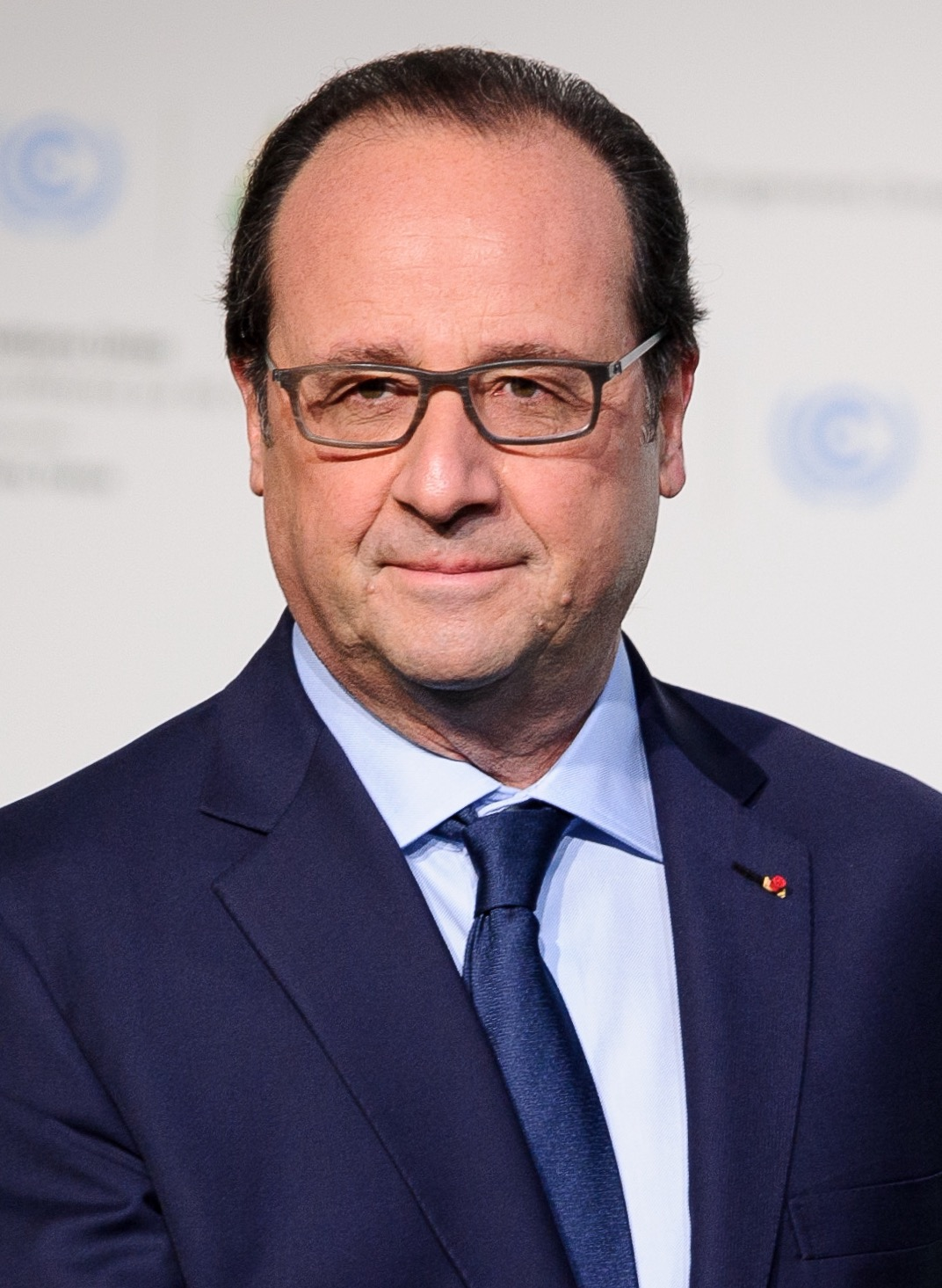
فرانسوا أولاند رئيس فرنسا بين عامي (2012-2017)

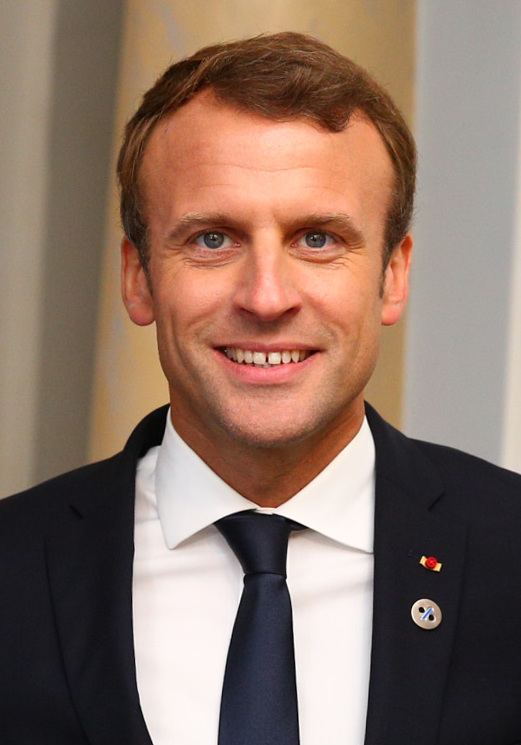
إيمانويل ماكرون رئيس فرنسا الحالي.

## التسلسل الزمني للأنظمة الحكم في تاريخها المعاصرة
- الثورة الفرنسية (1789-1799)
- المملكة الفرنسية (1791-1792)
- الجمهورية الفرنسية الأولى (1792-1804)
- الإمبراطورية الفرنسية الأولى (1804- 1814)
- عودة آل بوربون إلي الحكم (الترميم) (1815-1830)
- ثورة 1830
- ملكية يوليو (1830-1848)
- ثورة 1848
- الحكومة المؤقتة الأولى (1848)
- الجمهورية الفرنسية الثانية (1848-1851)
- الإمبراطورية الفرنسية الثانية (1851-1870)
- الجمهورية الفرنسية الثالثة (1870-1940)
- معركة فرنسا(10/5 - 25/6 1940)
- سقوط باريس
- حكومة فيشي (1940 -1944)
- حكومة فرنسا الحرة
- تحرير فرنسا
- الحكومة المؤقتة الثانية (1944-1946)
- دستور 1946
- الجمهورية الفرنسية الرابعة (1946-1958)
- الجمهورية الفرنسية الخامسة (1958 - حتى الآن)

## هوامش